# Teorema de Cauchy sobre poliedros
Na geometria, o teorema de Cauchy sobre poliedros, nomeado após o matemático francês Augustin Louis Cauchy, afirma que dois poliedros convexos com faces correspondentes congruentes devem ser congruentes um ao outro. Equivalentemente, a planificação de um poliedro convexo determina completamente a forma do poliedro convexo original.